# Ege Sándor
Ege Sándor (Pest, 1744. szeptember 11. – Trencsén, 1809. október 8.) piarista rendi pap, tanár.

## Élete
1763. október 6-án lépett a rendbe Privigyén; 1773. március 13-án misés pappá szentelték. Tanított Pesten, Szegeden, Vácon, Nyitrán, Kolozsvárott; 1781–től 1788-ig Illésházy grófnál nevelő volt; azután ismét gimnáziumi tanár Trencsénben. 1799–től 1803-ig nevelő Eszterházy grófnál Cseklészen, 1804-ben spirituális Szentgyörgyön. 1805–1807-ig rektorhelyettes Pesten; 1807-ben és 1808-ban rektor ugyanott és 1809-ben Trencsénben.

## Munkái
Kézirati munkája: fundamenta architectonicae militaris. Pestini, 1788 (ívrét 14 lap)